# Gorgon City
I Gorgon City sono un duo di DJ inglesi formato da Kye "Foamo" Gibbon e Matt "RackNRuin" Robson-Scott. Nel corso della loro carriera hanno realizzato 3 album in studio nonché vari singoli e remix ufficiali.

## Storia del gruppo
Iniziano a lavorare come DJ nel 2012, producendo remix ufficiali per brani di artisti come i Clean Bandit, con i quali collaborano l'anno successivo nel singolo Intensions. Nel 2014 producono il singolo di Jess Glynne Right Here e remix per brani di successo come Hideaway di Kiesza e Say You Love Me di Jessie Ware, oltre ad ottenere il loro primo successo discografico con il singolo Ready for Your Love con MNEK, il quale si posiziona alla numero 4 nella classifica britannica e viene certificato platino.
Nei mesi successivi pubblicano altri singoli come Here for You e Go All Night con Jennifer Hudson, entrambi certificati disco d'argento; Here for You rientra inoltre nella top 10 della classifica britannica. Nell'ottobre 2014 pubblicano l'album di debutto Sirens, che si posiziona alla numero 10 nella classifica britannica e viene certificato disco d'oro. Nel 2015 viene estratto l'ultimo singolo da Sirens, Imagination, che viene certificato disco d'argento. Sempre nel 2015 producono il brano di Chris Brown Blood on My Hands.
Nel 2016 pubblicano il singolo All Four Walls, che viene certificato argento; l'anno successivo è la volta di Real Life, certificato invece oro. Entrambi i singoli vengono inclusi nell'album del 2018 Escape, incentrato prevalentemente sul genere musicale UK garage che include collaborazioni con artisti come Wyclef Jean, Tink e Mikky Ekko. L'album viene promosso con una serie di concerti. Nel 2019 il singolo There for You ottiene un disco d'argento.  Nel 2020 producono il singolo Nothing Really Matters di Tiësto e Becky Hill. Nel 2021, dopo aver edito svariati singoli, pubblicano il terzo album in studio Olympia, a cui fa seguito un tour mondiale.

## Discografia

### Album in studio
- 2014 – Sirens
- 2018 – Escape
- 2021 – Olympia

### EP
- 2012 – The Crypt
- 2013 – Real
- 2016 – Money
- 2017 – Grooves on the Vinyl
- 2020 – Realm

### Singoli
- 2013 – Real (feat. Yasmin)
- 2013 – Intentions (feat. Clean Bandit)
- 2014 – Ready for Your Love (feat. MNEK)
- 2014 – Here for You (feat. Laura Welsh)
- 2014 – Unmissable (feat. Zak Abel)
- 2014 – Go All Night (feat. Jennifer Hudson)
- 2015 – Immagination (feat. Katy Menditta)
- 2015 – Saving My Life (feat. RØMANS)
- 2016 – All Four Walls (feat. Vaults)
- 2017 – Real Life (con Duke Dumont feat. Naations)
- 2018 – Go Deep (con Kamille e Ghostfed)
- 2018 – Hear That (feat. D Double E)
- 2018 – One Last Song (feat. JP Cooper e Yungen)
- 2018 – Let It Go (feat. Naations)
- 2019 – Go Slow (feat. Kaskade e Roméo)
- 2019 – There for You (con MK)
- 2019 – Baggage (con Gryffin e AlunaGeorge)
- 2020 – Nobody (con Drama)
- 2020 – House Arrest (con Sofi Tukker)
- 2020 – Free Myself (con Yousef feat. Evabee)
- 2020 – Burning (feat. Evan Giia)
- 2020 – Alive (con Pax)
- 2021 – You've Done Enough (con Drama)
- 2021 – Foolproof (con Hayden James e Nat Dunn)
- 2021 – Tell Me It's True
- 2021 – Never Let Me Down (Hayley May)
- 2021 – Dreams (con Jem Cooke)